# Henri-Florent Delmotte
Henri-Florent Delmotte est un archiviste, historien et collectionneur belge né le 20 juin 1798 à Mons et mort le 7 mars 1836 à Mons.

## Biographie
Henri-Florent Delmotte est le fils de Philibert Delmotte et de Hiacinthe Thérèse Joseph Beghin. Marié avec Marie Thérèse Dolez, fille de Jean-François-Joseph Dolez et de Narcisse Duvivier, il est le père d'Henri Delmotte
Après ses études au collège municipal de sa ville natale, il est destiné à la carrière du droit. Notaire à Baudour et à Mons, il succède à son père en tant que bibliothécaire. Il devient également conservateur des archives du Hainaut. Lors de la révolution belge en 1830, dont il est un partisan, il se consacre  à abolir l'autorité du gouvernement néerlandais à Mons et dans le Hainaut, recevant par la suite la croix de fer pour son engagement.
Avec son ami Renier Chalon, il fonde la Société des bibliophiles de Mons, dont il devient le premier président. Il est admis comme membre correspondant de l'Académie royale des sciences, des lettres et des beaux-arts de Belgique. 

## Travaux
- Œuvres facétieuses (1841)
- Voyage pittoresque & industriel dans le Paraguay-Roux et la Palingénésie australe, par Tridace-Nafé-Théobrome de Kaout't'Chouk, gentilhomme breton, sous-aide à l'établissement des csylo-pompes, etc.

## Sources
- Biographie nationale de Belgique, tome 5, Académie royale de Belgique
- Frédéric Hennebert, Jean-Baptiste Madou, Notice biographique et littéraire sur H. Delmotte, 1836